# ココモコ・ハッピー!笑い飯
『ココモコ♥ハッピー!笑い飯』（ココモコ ハッピー わらいめし）は、2007年10月6日から2008年3月29日までテレビ大阪で放送されていたバラエティ番組。放送時間は毎週土曜 9:45 - 10:00 （日本標準時、以下同）。

## 概要
笑い飯がメインを務めていた15分番組で、「台本・打合せナシのぐだぐだ教育番組!」（原文まま）をコンセプトにしていた。
この番組の前身は、2007年4月5日から同年9月27日まで同局で放送されていたミニ番組『ココモコ♥ハッピー』である（木曜 25:00 - 25:05、番組表上では「ココモコハッピー占い」と表記）。こちらは占いをテーマにした番組で、携帯電話向けサイト『ココモコ・ハッピー占い』との連動企画が行われていた。

## 内容
- しりとりん
- ひとりでおきがえん
- 今週の心理テスト
- アニメーション

## 登場キャラクター
バンビの西っち
演 - 西田幸治（笑い飯）
スカンクの哲っち
演 - 哲夫（笑い飯）
イヌのバウ
声 - 栗本有紀子
食いしん坊で、お調子者で陽気なキャラクター。理想を追い求めて生きるロマンチストな面もあったりする。
ネコのミー

おしゃれが大好き。
パンダのタンタン

ちょっぴりぶりっ子で、とても非力。
トラのハリー

体育会系ノリの熱いエールを送ってくれる。
サルのサルン

ココモコいちの頭脳波。揺るぎない自信を持っている。
ゾウのエルファ

執事のように丁寧。ヒーローに強い憧れを抱いている。
コアラのユーラ

とってもマイペースな性格。関西弁を操る。
アライグマのラック

世話好きで甘えん坊。口癖は「コロン♪」。
コブタのピー

小心者で慎重派。人付き合いが苦手。